# محمود بی‌جن‌خان
محمود بی‌جن‌خان (متولد ۱۳۳۷ در آبادان)، زبان‌شناس ایرانی و استاد و مدیر گروه زبان‌شناسی دانشگاه تهران است. او پایه‌گذار اولین آزمایشگاه مجهز زبان‌شناسی در ایران و برنده رتبه سوم تحقیقات کاربردی در یازدهمین جشنواره بین‌المللی خوارزمی است. بی‌جن‌خان همچنین پیکره بی‌جن‌خان را تدوین کرده‌است.

## تحصیلات و فعالیت‌ها
بی‌جن‌خان دوره کارشناسی ریاضی کاربردی را در دانشگاه تگزاس در آرلینگتون (۱۹۸۸) و دوره کارشناسی ارشد (۱۳۶۹) و دکتری زبان‌شناسی (۱۳۷۴) را در دانشگاه تهران گذراند. تخصص او در حوزه‌های آواشناسی، واج‌شناسی و زبان‌شناسی پیکره‌ای است. او علاوه بر تدریس واحدهای مرتبط به این دو حوزه در گروه زبان‌شناسی دانشگاه تهران، واحدهای مربوط به مکاتب زبان‌شناسی، روش تحقیق و زبان‌شناسی رایانه‌ای را نیز درس می‌دهد. بی‌جن‌خان همچنین پژوهش‌هایی را در مرکز تحقیقات مخابرات انجام داده‌است و از سال ۱۳۸۹ تا تابستان ۱۳۹۲ هم معاونت علمی دانشکده ادبیات و علوم انسانی دانشگاه تهران را بر عهده داشت. همچنین، دکتر بی‌جن‌خان، از ۴ تیر ۱۳۹۹ تا ۱۶ تیر ۱۴۰۱، به مدت دو سال در مقام «رییس موسسه لغت نامه دهخدا و مرکز بین‌المللی آموزش زبان فارسی» مشغول فعالیت بود.